# Espuri Furi Medul·lí (tribu 400 aC)
Espuri Furi Medul·lí (en llatí Spurius Furius L. F. Sp. N. Medullinus) va ser un militar i magistrat romà del segle iv aC. Formava part de la gens Fúria, i de la família dels Medul·lí, d'origen patrici. Era fill de Luci Furi Medul·lí Fus, que va ser tribú tres vegades, i germà de Marc Furi Camil.
Va ser elegit tribú amb potestat consular l'any 400 aC, segons es menciona als Fasti, però res és recordat del seu període en aquesta única font, a part de què va ser un any de molt de fred i amb molta neu, i a més es va gelar el Tíber.